# العدايا
العدايا قرية سعودية من أقدم القرى في منطقة جازان تتبع إداريا لمحافظة صبيا على الطريق الساحلي المؤدي إلى شاطئ قوز الجعافرة يحدها من الشرق محافظة صبيا ومن الغرب ساحل البحر الأحمر ومن الشمال مدينة بيش ومن الجنوب سهول وادي بيش .

## السكان
يبلغ عدد سكان قرية العدايا حوالي 5000 نسمة حسب اخر إحصائية.